# Wikipedia tiếng Scots
Wikipedia tiếng Scots (tiếng Scots: Scots Wikipaedia) là phiên bản tiếng Scots của Wikipedia, một bách khoa toàn thư mở, thuộc Wikimedia Foundation.